# Kaliumselenocyanat
Kaliumselenocyanat ist eine anorganische chemische Verbindung des Kaliums aus der Gruppe der Selenocyanate.

## Gewinnung und Darstellung
Kaliumselenocyanat kann durch Reaktion von Kaliumcyanid mit Selen gewonnen werden.
{\displaystyle \mathrm {KCN+Se\longrightarrow KSeCN} }

## Eigenschaften
Kaliumselenocyanat ist ein weißer bis beiger stark riechender Feststoff, der löslich in Wasser ist. Die Verbindung besitzt eine monokline Kristallstruktur mit der Raumgruppe P21/c (Raumgruppen-Nr. 14).

## Verwendung
Kaliumselenocyanat kann zur Herstellung von Selenoisocyanaten verwendet werden. Es dient auch als Zwischenprodukt bei der Herstellung von Selen und als vielseitiges Reagenz bei Cyclokondensationen und Synthesen von Heterocyclen.